# Cladanthus
Cladanthus là một chi thực vật có hoa trong họ Cúc (Asteraceae).

## Loài
Chi Cladanthus gồm các loài: